# 天鷹座ξb
天鷹座ξb（Xi Aquilae b，或 ksi Aql b）是一顆距離地球約200光年的系外行星，位於天鷹座。母恆星是黃巨星天鷹座ξ，發現於2008年。該恆星質量下限是2.8倍木星質量，軌道周期137日。

## 外部連結
- . Exoplanets.   [2008-06-25]. （原始内容存档于2009-11-25）.